# Rissa brevirostris
Il gabbiano tridattilo zamperosse (Rissa brevirostris Bruch, 1853) è un uccello della famiglia dei Laridi.

## Sistematica
Rissa brevirostris non ha sottospecie, è monotipico.

## Distribuzione e habitat
Questo gabbiano vive in Russia orientale, Alaska, Canada settentrionale e negli Stati Uniti nord-occidentali. In Giappone è accidentale.

## Galleria d'immagini

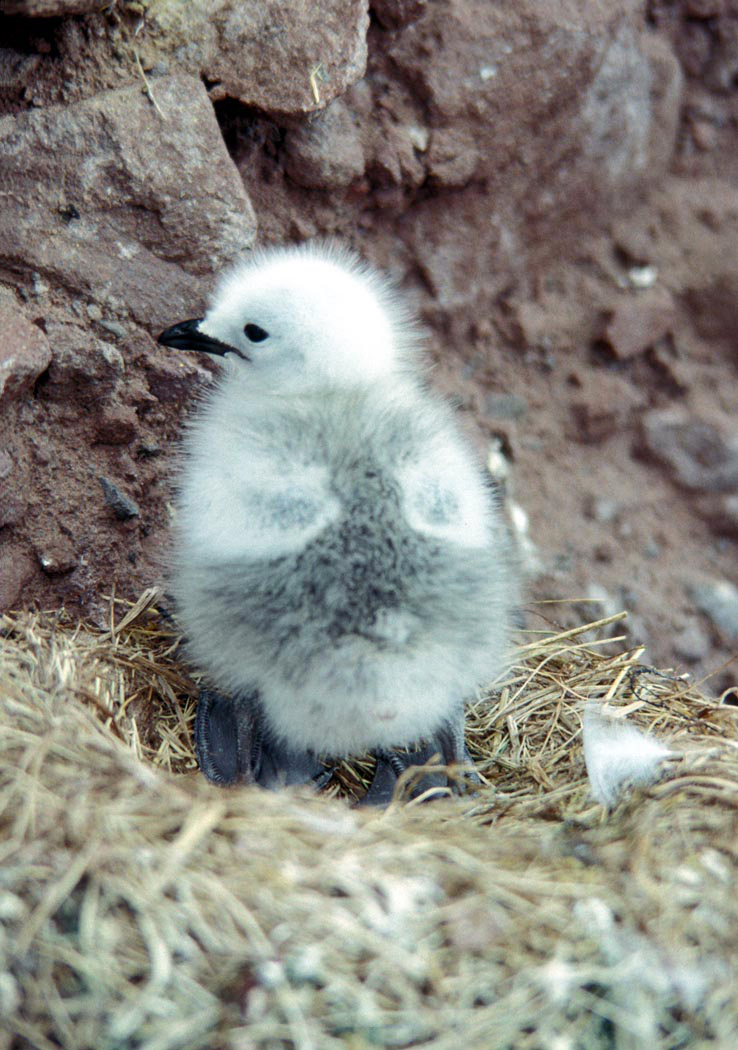
Pulcino di R. brevirostris
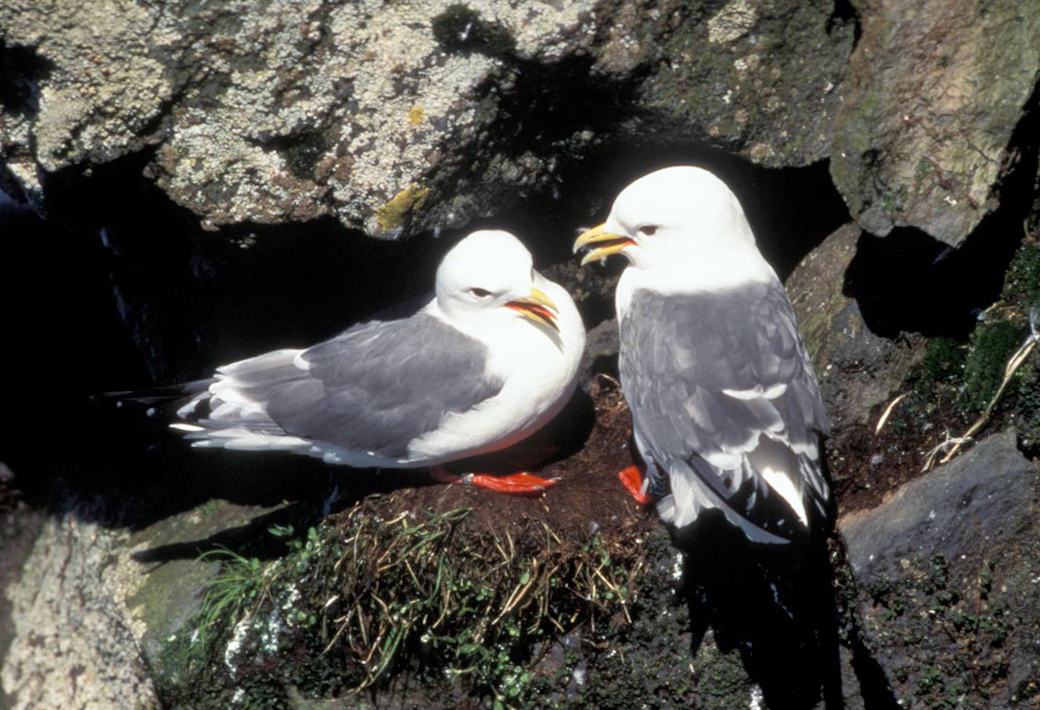